# Three… Nightmares
Three… Nightmares (chinesisch 三更, Pinyin sān gēng, kantonesisch Saam gaang) ist ein Horrorfilm-Projekt, das in Zusammenarbeit mit der Produktionsfirma B.O.M. Film Productions Co. (Südkorea), Cinemasia (Thailand) und Applause Pictures (Hongkong) im Jahr 2002 entstand. Die Produktion vereint unter dem Mantel des Episodenfilms jeweils einen Kurzfilm unter der Regie eines aufstrebenden Filmemachers des jeweiligen Landes.
Die internationale Produktion erzählt dabei drei grundverschiedene, in sich geschlossene und nicht zusammenhängende Geschichten. Das Projekt fand 2004 mit der ostasiatischen Filmproduktion Three… Extremes eine Fortsetzung.

## Handlung

### Episode 1 – „Memories“ (auf dt.:„Erinnerungen“)
Buch und Regie: Kim Ji-woon
Der verheiratete Familienvater Sung-min leidet unter plötzlichem Gedächtnisverlust, wichtige persönliche Ereignisse sind ihm genommen. Daher kann er sich auch nicht mehr erinnern, wann und unter welchen Umständen seine Frau ihn einst verließ. Die Gattin scheint spurlos verschwunden. Der Mann ist daher völlig verzweifelt. Er wird von unheimlichen Visionen geplagt, die ihn, dem Nervenzusammenbruch nahe, fürchten lassen, dass etwas schreckliches vorgefallen sein muss.
Zur gleichen Zeit wacht die Vermisste auf einer menschenleeren Straße in der Neubausiedlung New Town auf. Auch ihr fehlt jede Erinnerung. Daher irrt sie auf der Suche nach ihrer Wohnung und geplagt von grausamen Tagträumen durch die Gegend. Nach und nach gelingt es ihr, die Fragmente ihrer Erinnerungen zu sammeln und zu sortieren. Ihre Visionen führen sie schließlich zu ihrer vermeintlichen Wohnungstür. Hier erkennt die junge Frau, dass sie einst von ihrem eifersüchtigen Ehemann erschlagen und zerstückelt wurde, als sie sich von ihm lossagen wollte. In ihrer surrealen Vision, sie ist in Wirklichkeit längst tot, durchlebt sie den Mord erneut.
Am Ende dieser Episode bemerkt Sung-min den Leichnam seiner ermordeten Frau in einer großen Tasche. In der letzten Einstellung reist der Mörder mitsamt seiner „Fracht“ mit unbekanntem Ziel davon.

### Episode 2 – „The Wheel“ (auf dt.:„Das Rad“)
Buch: Nitas Singhamat; Regie: Nonsi Nimibut
Seit Generationen führen die hun lakorn lek, die traditionellen thailändischen Meister-Puppenspieler, ein privilegiertes Dasein mit ihrer stilistisch interessanteren Darbietung ihrer Künste. Ihr sozialer Stand bringt viel Ansehen, schürt aber auch gleichzeitig Neid und Missgunst, vor allem unter den ärmlichen Khon-Tänzern, ebenfalls künstlerisch aktiven Schaustellern. Um die Puppenspieler vor Übergriffen zu schützen, werden ihre Puppen, einer alten Überlieferung nach, von einem mysteriösen Fluch beschützt, der zum Tod eines unrechtmäßigen Besitzers führen soll.
Der betagte und angesehene Puppenspielmeister Tao, der es mit seinen künstlerischen Fähigkeiten zu Wohlstand brachte, ist krank. Der Greis glaubt, seine wertvollen Puppen seien verflucht, und befiehlt daher seiner Frau, diese in einem angrenzenden Fluss zu versenken. Schüler Gaan ist wie sein Meister ebenfalls vom Fluch überzeugt, doch anfänglich zum Zuschauen verurteilt. Die Familie des alten Mannes glaubt nicht an die mystischen und todbringenden Kräfte der Puppen, was unweigerlich zum Tod Taos und einzelnen Mitgliedern der Sippe führt. 
Eines Tages gelangt Khon-Meister Tong, der mit seiner weniger anerkannten Kunstform in ärmlichen Verhältnissen lebt, in den Besitz der an Land gespülten Puppen. Tong plant, trotz Gaans eindringlicher Ermahnung, sich als Puppenspieler mit einer eigenen Darbietung zu versuchen. Seine Gier, Unbelehrbarkeit und der Wunsch, seinem sozialen Stand zu entkommen, führen letztlich dazu, dass er, trotz des mysteriösen Ablebens seiner Freunde, weiter an den mordenden Puppen festhält.

### Episode 3 – „Going Home“ (auf dt.:„Heimgang“)
Buch: Matt Chow und Jo Jo Hui Yuet-chun; Regie: Peter Chan
Der alleinerziehende Polizist Wai zieht mit seinem jungen Sohn Cheung in ein verfallenes, mehrstöckiges und fast menschenleeres Mietshaus. Dem verängstigten Kind missfällt das neue Heim, da es in ihm Angstzustände hervorruft, doch Wai ermahnt seinen Sprössling zu „männlichem Mut“. Große Angst bereitet dem Jungen vor allem die Tochter des exzentrischen Yu aus dem gegenüberliegenden Appartement.
Als sein Sohn eines Tages spurlos verschwindet, sucht Wai ihn im gesamten Hochhaus. Er befragt auch den äußerst obskuren Yu nach Cheungs Verbleib, da er ihn bei dessen kleiner Tochter vermutet. Zu Wais großem Erstaunen antwortet ihm dieser aber, dass er überhaupt keine Kinder habe. Misstrauisch verdächtigt Wai fortan seinen eigenwilligen Nachbarn. In dessen Abwesenheit bricht er in Yus Wohnung ein, wo er überraschenderweise den Körper einer konservierten Frau entdeckt, die Yu vor drei Jahren getötet hatte und seitdem mit Hingabe pflegt. Kurze Zeit später wird der Eindringling vom zurückgekehrten Nachbarn niedergeschlagen.
Als Wai aufwacht, befindet er sich gefesselt in der Gewalt von Yu, der sich wie seine verstorbene Frau der traditionellen chinesischen Medizin verschrieben hat und die herkömmlichen westlichen Behandlungsmethoden vehement ablehnt. Der eigentümliche Arzt berichtet seiner Geisel von einer speziellen Methode, welche den leblosen, vom Leberkrebs geheilten Körper zu neuem Leben erwecken kann. Dieses mehrjährige Verfahren bedürfe jedoch seiner ganzen Aufmerksamkeit, so dass er fernab menschlicher Gesellschaft, ein isoliertes Leben führt und sich ausschließlich der Pflege seiner Frau widmet. Der ungläubige Polizist soll, so der Wunsch des Exzentrikers, dem bevorstehenden Augenblick gefesselt beiwohnen, damit das Ereignis nicht in den letzten drei Tagen noch vereitelt werden kann. 
Derweil gerät die Suche nach dem verschollenen Cheung zur Nebensächlichkeit, obwohl Yu ergebnislos weiterfahndet. Am vorhergesagten Tag der Wiederauferstehung wird unglücklicherweise die Wohnung Yus von der Polizei gestürmt, die den gefesselten Wai befreit. Der verhaftete Yu stirbt wenige Augenblicke später bei einem Fluchtversuch an den Folgen eines Autounfalls. Man bescheinigt Hai'ers konserviertem Leichnam mysteriöse, regenerative Fähigkeiten. Wai kommen erste Zweifel an Yus These. Bei seinen weiterführenden Ermittlungen stößt der schockierte Polizist auf eine Videoaufzeichnung von Hai'er. Hier ist zu erkennen, wie die junge Medizinerin ihren ebenfalls krebskranken Freund Yu über drei Jahre aufopferungsvoll pflegt, damit er, der Liebe wegen, gleiches an ihr vollführt. Doch mit dem Tod Yus sind beide verdammt, im Reich der Toten zu verweilen. Am Ende des Films sieht man den jugendlichen Cheung bei bester Gesundheit. Was mit ihm in der Zwischenzeit passierte bzw. wie es mit Wai weitergeht, überlässt der Film der Interpretation des Betrachters.

## Auszeichnungen
Brussels International Fantastic Film Festival
- 2003: Lobende Erwähnung für Peter Chan für die Episode Going Home

Golden Horse Film Festival
- 2002: Golden Horse Award in der Kategorie „Bester Schauspieler“ für Leon Lai
- 2002: Golden Horse Award in der Kategorie „Beste Kamera“ für Christopher Doyle
- 2002: Nominierung in der Kategorie „Bestes Szenenbild“ für Art Director Chung Man Yee
- 2002: Nominierung in der Kategorie „Bestes Kostümdesign & Make-up Design“ für Dora Ng
- 2002: Nominierung in der Kategorie „Beste Regie“ für Peter Chan
- 2002: Nominierung in der Kategorie „Bester Schnitt“ für Kwong Chi-leung
- 2002: Nominierung in der Kategorie „Bester Film“ für die Episode Going Home

Hong Kong Film Awards
- 2003: Preisträger in der Kategorie „Bester Nachwuchsschauspieler“: Eugenia Yuan
- 2003: Nominierung in der Kategorie „Bester Schauspieler“: Leon Lai
- 2003: Nominierung in der Kategorie „Bestes Szenenbild“: Chung Man Yee
- 2003: Nominierung in der Kategorie „Beste Kamera“: Christopher Doyle
- 2003: Nominierung in der Kategorie „Beste Regie“: Peter Chan
- 2003: Nominierung in der Kategorie „Bester Schnitt“: Kwong Chi-leung
- 2003: Nominierung in der Kategorie „Beste Musik“: Jo Sung-woo und Peter Kam
- 2003: Nominierung in der Kategorie „Bester Film“: für die Episode Going Home
- 2003: Nominierung in der Kategorie „Bestes Drehbuch“: Matt Chow und Jo Jo Hui Yuet-chun
- 2003: Nominierung in der Kategorie „Bester Ton“: Sunit Asyinikul
- 2003: Nominierung in der Kategorie „Beste Nebendarstellerin“: Eugenia Yuan

Hong Kong Film Critics Society Awards
- 2003: HKFCS Award in der Kategorie „Beste Regie“ für Peter Chan